# Il proscritto (Mercadante)
Il proscritto (El proscrito) es una ópera en tres actos del compositor italiano Saverio Mercadante, con libreto en italiano de Salvatore Cammarano, basado en el drama Le Proscrit de Frédéric Soulié. Fue estrenada en el Teatro San Carlo de Nápoles el 4 de enero de 1842.

## Historia
Tras su estancia en París, en 1835, en la que entra en contacto con el teatro romántico de Victor Hugo y con la Grand Opéra de Meyerbeer y Halévy, Mercadante emprende su revolución de la ópera italiana, caracterizada por un mayor cuidado en la orquestación y por la inclusión de grandes escenas corales y de conjunto que contrastan con las escenas a solo, con el fin de obtener un mayor dramatismo. En el caso de Il proscritto, esto se ve en los dos grandes finales corales de los dos primeros actos, que contrastan con  un tercer acto enfocado únicamente en los tres personajes principales.
El libreto de Cammarano se basa en el drama teatral Le proscrit de Frédéric Soulié, estrenado en 1839 y ya adaptado por el compositor alemán Otto Nicolai en 1841 en su ópera también titulada Il proscritto. El libretista, Salvatore Cammarano, quien ya había trabajado previamente con Mercadante en otras dos óperas de su periodo reformista (Elena da Feltre y La vestale), por temor a la censura napolitana, traslada la acción de la Francia napoleónica a la Escocia de la época de Cromwell, pero no consiguen aunar música y narración, sin conseguir con ello el impulso dramático necesario.
La ópera fue estrenada en 1842 en Nápoles, generando controversias en las que Mercadante fue acusado de ser demasiado alemán, por lo que la ópera no volvió a ser representada. 
La siguiente interpretación tras el estreno tuvo lugar en el Barbican Center de Londres el 28 de junio de 2022.

## Personajes
| Personaje                                                                                        | Voz          | Elenco del estreno Director de orquesta: Antonio Farelli |
| ------------------------------------------------------------------------------------------------ | ------------ | -------------------------------------------------------- |
| Giorgio Argyll                                                                                   | tenor        | Giovanni Basadonna                                       |
| Arturo Murray                                                                                    | tenor        | Gaetano Fraschini                                        |
| Anna Ruthven                                                                                     | mezzosoprano | Anna Salvetti                                            |
| Guglielmo Ruthven (su hijo)                                                                      | bajo         | Pietro Gianni                                            |
| Odoardo Douglas (hijo del segundo matrimonio de Anna)                                            | mezzosoprano | Eloisa Buccini                                           |
| Malvina Douglas                                                                                  | soprano      | Antonietta Raineri Marini                                |
| Clara (doncella de Malvina)                                                                      | mezzosoprano | Adelaide Gualdi                                          |
| Osvaldo (primer guardia del castillo)                                                            | bajo         | Napoleone Rossi                                          |
| Oficial de Cromwell                                                                              | bajo         | Michele Benedetti                                        |
| Damas y caballeros de las familias Murray y Ruthven, proscritos, guardias del castillo, arqueros |              |                                                          |

La escenografía fue diseñada por Angelo Belloni

## Argumento
La acción tiene lugar en un castillo junto a Edimburgo en la primera mitad del siglo XVI.  
Acto I
Jardines junto al castillo
Guglielmo espera la llegada de Arturo, mientras le pide a Osvaldo que vigile por si se está produciendo alguna trama en su contra. Llega entonces Arturo, quien muestra su felicidad por volver a ver a su amada (aria: Son del tuo volto immagine). Cuando aparece Anna, le pregunta por qué Malvina no aparece aún, y ella le dice que está esperando la llegada de su hermano Odoardo, que es quien debe conducirla al altar. 
Sala en los apartamentos de Malvina
Odoardo acaba de llegar de Londres y pregunta a Clara, la única leal súbdita de su padre que queda, si su hermana va a casarse con Arturo por voluntad propia u obligada por su madre. Aparece en ese momento Malvina, quien le cuenta que tras ser desterrado su esposo Giorgio y morir en un naufragio, al morir su padre y estar él en Londres, no tenía ayuda de nadie para negarse a la insistencia de su madre y de Guglielmo de casarse con Arturo, e incluso pensó en envenenarse para evitarlo, pero que ahora también ama a Arturo. Le confiesa que la cercanía del mar le recuerda a Giorgio y duda qué debe hacer, ya que Arturo es un partidario de Cromwell, a quien los dos hermanos odian, pero Odoardo le dice que si ambos se aman él es digno de ella (dúo: Il mar fremente, che rompe al lido), y ambos se dirigen al altar. Osvaldo entonces introduce al recién llegado Giorgio (quien no murió en el naufragio), que le pide poder ver a Clara. Giorgio está feliz, tras sus años de exilio, de poder volver a ver a su amada, pero no quiere que ni Anna ni Guglielmo sepan de su regreso (aria: L’aura ch’io spiro). Llega entonces Malvina corriendo; ha huido del altar creyendo haber visto el fantasma de Giorgio, cuando él se presenta ante ella; Malvina tarda en darse cuenta de que es él de verdad, y le pide que se esconda en su habitación, ya que corre peligro. Llegan todos buscando a Malvina, preocupados, pero Osvaldo traiciona a Giorgio al decirle a Guglielmo que está oculto allí mismo. Malvina sufre por el miedo que tiene a que Giorgio sea descubierto, y cuando Guglielmo dice que ella esconde a un traidor, le cuenta a su hermano Odoardo que lo salve, ya que se trata de Giorgio, quien está vivo. Odoardo entonces va a enfrentarse con Guglielmo cuando aparece Giorgio para detenerlos. Guglielmo entonces lo hace detener para que sea ejecutado. 
Acto II
Sala en los apartamentos de Arturo
Arturo hace llamar al detenido proscrito, desconociendo su identidad, mientras Guglielmo ha ido a Edimburgo para preparar la ejecución. Cuando llega Giorgio, le dice que Malvina le ha pedido que lo salve, y que está dispuesto a hacerlo, pero cuando Giorgio dice que es el amor, no la piedad, lo que lo salva, piensa que es un Malvina y, ciego de celos, lo reta a un duelo a muerte (dúo: Ah! perché rovente acciaro). 
Grandes acantilados junto al mar
Odoardo llega al refugio de los proscritos compañeros de Giorgio buscando su ayuda para salvarlos, y revela el motivo por el que quiere ayudarlo: en el momento en el que su padre iba a ser injustamente ejecutado, Giorgio llegó con el perdón real (aria: Ahi! del giorno sanguinoso). Cuando les revela su plan para salvarlo, todos parten de inmediato. 
Interior de una torre
Giorgio está prisionero. Odoardo deja caer desde la ventana una escalera de seda para que pueda huir, antes de hacer pasar al interior a Malvina. Ella le dice que huya de inmediato, ya que sus hombres lo esperan en el jardín, pero él la acusa de querer alejarlo para así poder casarse con Arturo. Ella le convence de que sigue amándolo e incluso quiere huir con él. Cuando por fin se disponen a descender por la escalera son detenidos por Arturo, que acusa a Malvina de querer huir con su amante. Llega Guglielmo y revela entonces la identidad del prisionero: es el primer esposo de Malvina. Cuando se disponen a detener de nuevo a Giorgio, Malvina le pide ayuda a Arturo, pero este se niega, pensando que ella quiere que él muera. 
Acto II
Salón junto a la torre
Odoardo ha ido a buscar el perdón de Cromwell, y Arturo está de acuerdo, pero Giorgio duda de si podría aceptarlo viniendo de su rival. Llega Odoardo informando de la llegada del mensajero de Cromwell y se lleva a Giorgio. Aparece entonces Arturo, que le dice a Malvina que Giorgio está perdonado y que tiene preparado un barco en el que ella puede marchar con él. Pero ella está confusa, ya que también ama a Arturo, y se lo confiesa. Entonces recobra el sentido y parte dispuesta a acompañar a su esposo. Giorgio escucha parte de la conversación y, pese a que Arturo quiere reconciliarse, le expresa su odio eterno y le pide que lo mate. Entra entonces Malvina diciendo que necesitan un cadáver para poder estar en paz ante ellos, antes de caer muerta por el veneno que ha tomado. 

## Estructura
- Sinfonía

Acto I
- N. 1 - Introducción y Cavatina D'amistà le soavi catene - Son del tuo volto immagine (Coro, Arturo, Guglielmo, Anna)
- N. 2 - Dueto Il mar fremente, che rompe al lido (Malvina, Odoardo, Coro)
- N. 3 - Cavatina L’aura ch’io spiro (Giorgio)
- N. 4 - Finale I Ormai l'arcan terribile (Guglielmo, Osvaldo, Coro, Clara, Anna, Arturo, Odoardo, Malvina, Giorgio)

Acto II
- N. 5 - Duetto Ah! perché rovente acciaro (Arturo, Giorgio)
- N. 6 - Coro y Aria Ha steso la notte il negro suo velo - Ahi! del giorno sanguinoso (Odoardo, Coro)
- N. 7 - Dueto y Finale II Stretto agli avanzi fragili - Come sol raggio l'onore (Giorgio, Malvina, Odoardo, Guglielmo, Arturo, Osvaldo, Coro)

Atto III
- N. 8 - Tercetto Final Vanne dunque... a te conceda (Arturo, Giorgio, Malvina)

## Discografía
| Año  | Reparto (Giorgio, Arturo, Anna, Guglielmo, Odoardo, Malvina)                                        | Director de Orquesta | Sello discográfico |
| ---- | --------------------------------------------------------------------------------------------------- | -------------------- | ------------------ |
| 2022 | Ramón Vargas, Iván Ayón Rivas, Sally Matthews, Goderdzi Janelidze, Elizabeth DeShong, Irene Roberts | Carlo Rizzi          | Opera Rara         |